# Arminiusweg

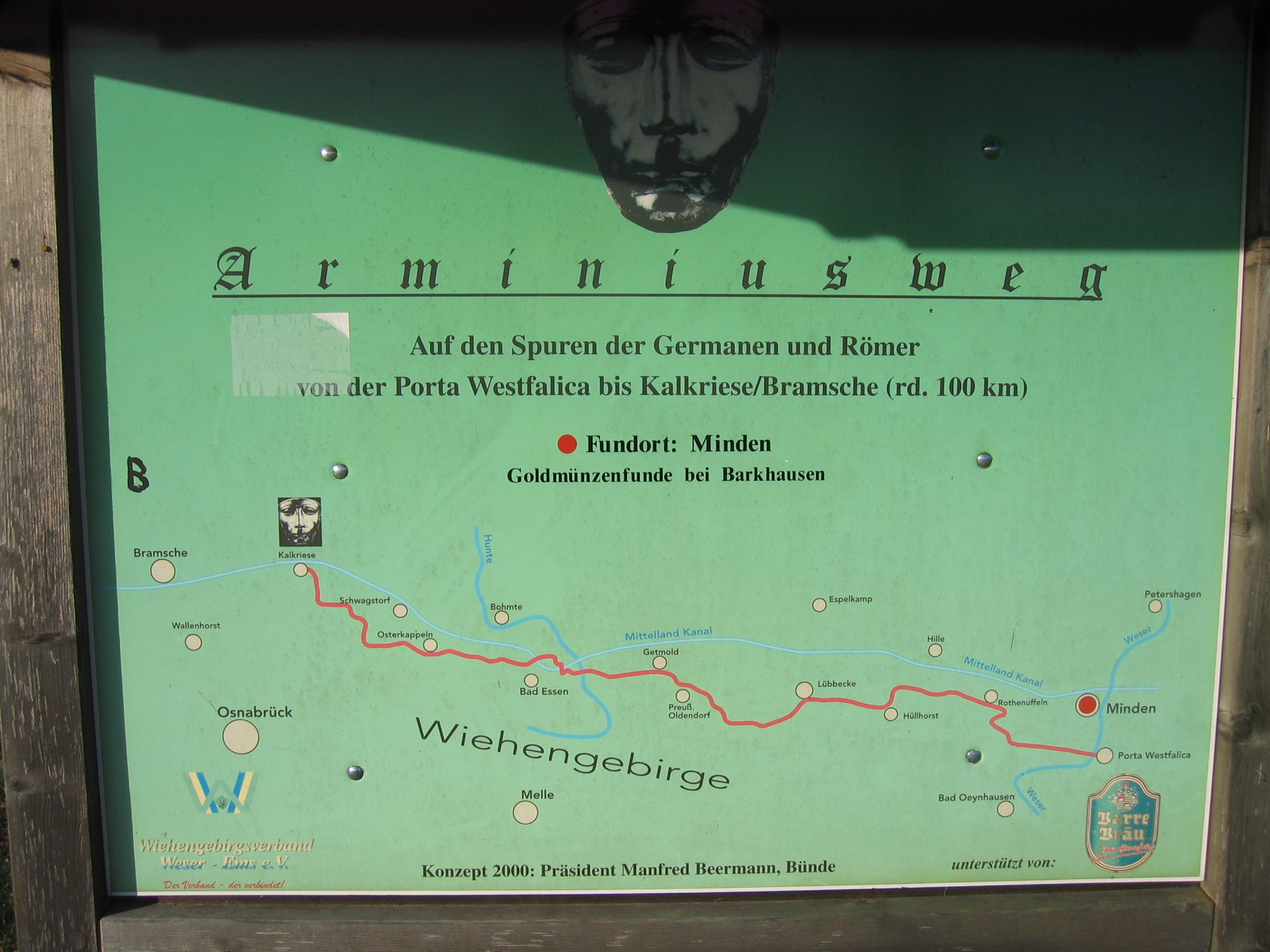
Eine der regelmäßig auf Funde entlang des Arminiuswegs hinweisenden Tafeln

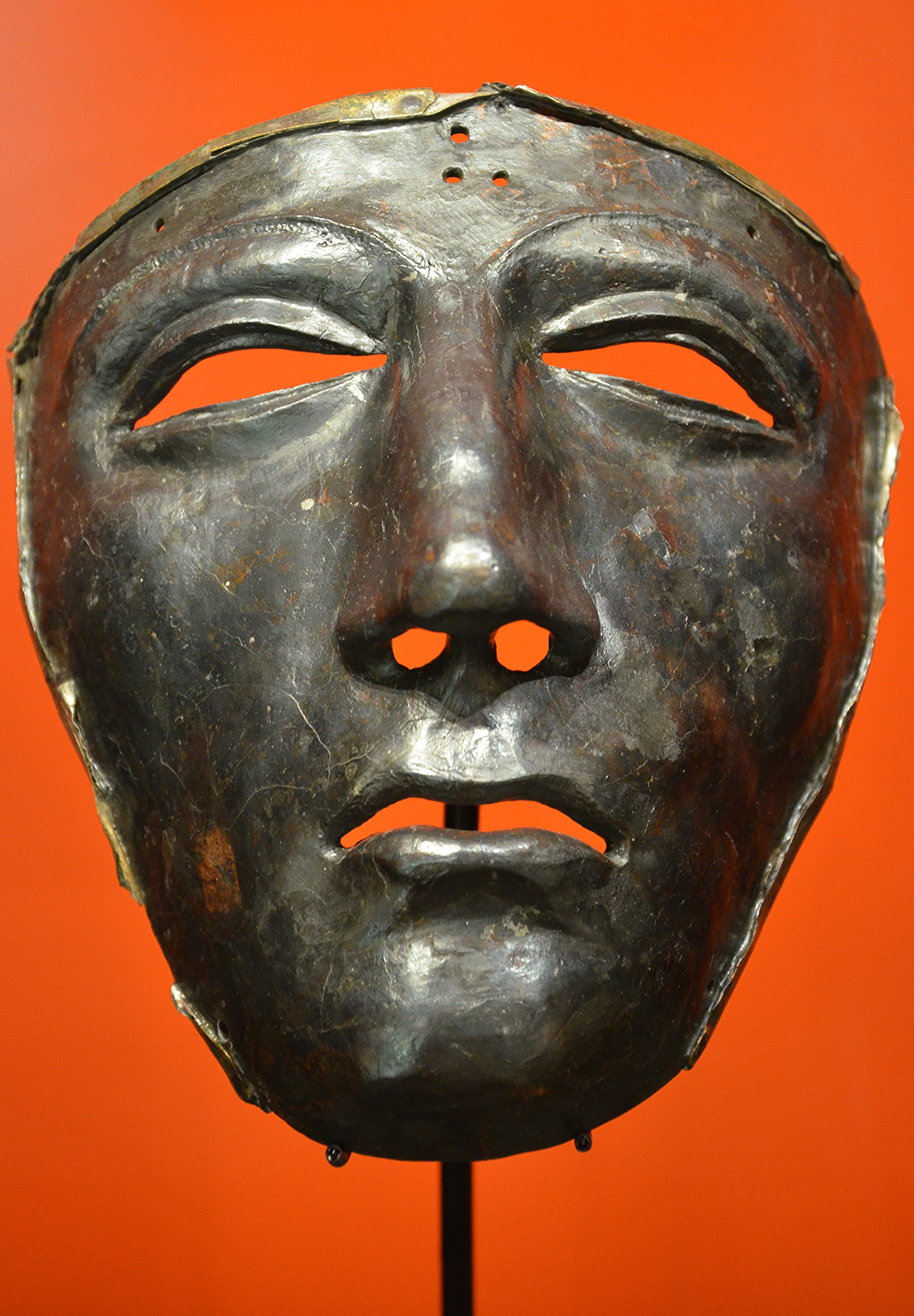
Die Helmmakse aus dem Museum Kalkriese

Der Arminusweg ist ein etwa 95 Kilometer langer Fernwanderweg zwischen der nordrhein-westfälischen Stadt Porta Westfalica und der niedersächsischen Gemeinde Bramsche in Deutschland. Betreut wird der Weg durch den „Wiehengebirgsverband Weser-Ems e. V.“ mit Sitz in Osnabrück.

## Markierung und Name
Der Weg ist durchgängig mit einer weißen stilisierten römischen Helmmaske auf schwarzem Grund markiert (). In der Fundregion Kalkriese wurde solch eine Maske bei Ausgrabungen entdeckt.
Benannt ist der Weg nach dem Cheruskerfürsten Arminius (in einigen Quellen auch Armenius; * um 17 v. Chr.; † um 21 n. Chr.), der den Römern im Jahre 9 n. Chr. in der Varusschlacht mit der Vernichtung der drei Legionen XVII, XVIII und XIX eine ihrer verheerendsten Niederlagen beibrachte. Der Hermannsweg durch den Teutoburger Wald ist nach Arminius’ eingedeutschten vermeintlichen germanischen Namen benannt. Jenseits der Weser ist der Übergang zum ebenfalls an Arminius’ Stamm erinnernden Cheruskerweg möglich.
Der römische Geschichtsschreiber Cassius Dio beschrieb den Weg der römischen Legion zum Ort der Schlacht. Funde von Tony Clunn lieferte daneben weitere Indizien, dass der Marschweg möglicherweise tatsächlich ähnlich wie der heutige Arminiusweg verlief.

## Verlauf
Der Weg verläuft über 96 km und 683 Höhenmeter ähnlich wie der letzte Abschnitt des vermuteten Marschwegs der Armee des Varus von einem Sommerlager im Osten (vgl. auch Römerlager Porta Westfalica) bis zum vermuteten Ort der Varusschlacht im Westen. Überwiegend wird der Weg zwischen den verkehrstechnisch günstigen Höhenlagen des Wiehengebirges im Süden und den Niederungen – in der Zeit des Varus wohl noch überwiegend Moorlandschaften – geführt (vgl. auch Hellweg unter dem Berg). Nur einmal erreicht der Weg südöstlich von Lübbecke Höhen über 250 m ü. NHN. Der Weg startet am ehemaligen Hotel Kaiserhof am Weserdurchbruch Porta Westfalica. Entlang des Wiehengebirges berührt der Weg Moor-, Wiesen- sowie Waldlandschaften und passiert die Gemeinde Hille, die Städte Lübbecke und Preußisch Oldendorf im westfälischen Mühlenkreis sowie die niedersächsischen Gemeinden Bad Essen, Bohmte und Ostercappeln. Er endet am Museum und Park Kalkriese in der Fundregion Kalkriese, wo die Varusschlacht vermutet wird. Das archäologische Museum zeigt Funde der dort vermutlich verorteten Varusschlacht. Am Weg geben 18 Informationstafeln Auskunft über die Funde wie Waffenreste und Münzen.

### Übergänge
- Bei Barkhausen kreuzt der Jakobsweg Minden-Soest (, 145 km).
- Mehrmals begegnen sich Arminius- und Wittekindsweg ( , 95 km) (Teilabschnitt des E11 ). Der Wittekindsweg verläuft grob parallel zum Arminiusweg auf dem Kamm des Wiehengebirges.
- Bei Bad Essen kreuzt der Ems-Hase-Hunte-Else-Weg ( ● , 174 km)
- Zwischen Ostercappeln und Kalkriese werden Arminiusweg und DiVa Walk (, 105 km) häufig auf identischen Wegen geführt. Das „Va“ in der Bezeichnung steht für Varus.
- Bei Kalkriese kreuzen die Via Baltica () und Pickerweg ( P , 107 km).